# 루팡 3세: 루팡 VS 복제인간
루팡 3세: 루팡 VS 복제인간(ルパン三世 ルパンVS複製人間, Lupin III: The Mystery Of Mamo)은 일본에서 제작된 오츠카 야스오, 요시카와 소지, 리처드 엡카 감독의 1978년 애니메이션, 액션, 모험, 코미디, 판타지, SF 영화이다. 야마다 야스오 등이 주연으로 출연하였고 후지오카 유타카 등이 제작에 참여하였다.

## 출연

### 주연
- 야마다 야스오
- 코바야시 키요시

### 조연
- 마스야마 에이코
- 이노우에 마키오
- 나야 고로
- 토니 올리버
- 리처드 엡카
- 미셀 러프
- 렉스 랭
- 제이크 마틴
- 로버트 엑셀로드
- 리처드 카시노
- 피터 페르난데즈
- 잭 그림즈
- 얼 하몬드
- 마이클 맥코노히
- 에디 미어먼
- 니시무라 코우
- 밥 파펜브룩
- 폴 세인트 피터

## 제작진
- 원작자: 몽키 펀치
- 프로듀서: 고토 히데키
- 프로듀서: 츠카모토 히로에